# Grana (Kretzschau)
Grana è una frazione del comune tedesco di Kretzschau di 755 abitanti, situato nel land della Sassonia-Anhalt.
Fino al 31 dicembre 2009 ha costituito un comune autonomo.